# 21st Century Tower
De 21st Century Tower, ook bekend als het Al Rostamani Building, is een wolkenkrabber aan 109 Sheikh Zayed Road in Dubai, Verenigde Arabische Emiraten. De bouw begon in 2001 en werd in 2003 voltooid door Arabtec & Al Rostamani Pegel (JV). Het was de hoogste woontoren ter wereld vanaf de voltooiing tot aan 2005, toen Q1 de titel overnam.

## Ontwerp
De 21st Century Tower is 269 meter hoog, tot de hoogste verdieping gemeten is dit 185,68 meter. Het heeft een totale oppervlakte van 86.000 vierkante meter en bevat naast 55 bovengrondse, ook 4 ondergrondse etages. Daarnaast telt het gebouw 7 liften en een parkeergarage van 9 verdiepingen, die 412 parkeerplaatsen bevat.
Het gebouw is door Atkins in modernistische stijl ontworpen en heeft een gevel van glas en aluminium. Het bevat naast 400 woningen, waarvan 100 driekamer- en 300 vierkamerappartementen, ook een zwembad en een jacuzzi op het dak en detailhandel op de begane grond.